# 刘湘陵园
劉湘陵園位於四川省成都市武侯區，東臨成都武侯祠，為川军将领劉湘之墓園。建于1941年，占地130亩，由建筑大师杨廷宝主持设计。1953年与武侯祠合为南郊公园，1974年武侯祠从南郊公园分出，2003年起南郊公园由武侯祠博物馆管理，刘湘陵园又称为武侯祠博物馆西区。
1981年4月4日，南郊公园被公布为成都市文物保护单位。2007年6月1日，刘湘陵园被公佈為四川省文物保护单位。

## 歷史
1938年1月20日，刘湘在汉口逝世，同年2月灵柩运回成都，并选定武侯祠西侧墙外的一片良田营建墓园。墓园由杨廷宝主持设计，基泰工程司监造，华西兴业公司承建。耗资140余万元，1939年1月20日开工，1941年冬主体工程完工。此后继续进行栽培树木、修建荷花池、镌刻纪念诗文等工作。但因资金紧缺，至1949年成都解放之时仅完成栽培树木一项。刘湘墓园自选定墓址至1949年，由墓园管理委员会管理，有专门的警卫部队守卫，不准外人进入。
中华人民共和国建立后，墓园被成都军区后勤部第四油库占用。1953年8月，油库迁走，成都市人民政府出资2.5亿元旧币，由市文化局对刘湘墓园及武侯祠进行整修，合为南郊公园并对外开放。对刘湘墓园的房屋、墙垣、道路进行了整修，并大量栽培花木，为减少墓园气氛，还铲去了刘湘墓的封土，涂削了如牌坊门上的“刘故上将墓园”一类匾额，荐馨堂及东西配殿等建筑则作展厅和办公室之用。
1964年，成都市园林局成立，南郊公园成为成都市园林局下属单位。1966年“文革”开始后，8月20日起，四川大学、成都工学院、西南民族学院、成都体育学院及市一中等校的红卫兵持锄头、钢钎来挖刘湘墓，但因刘湘墓是钢混结构，一时未能挖开；23日晚，从城建部门调来四部吊车，吊起石板，拉断钢筋，才得以进入墓室，次日开棺后焚毁了刘湘遗体；当时一位公园工作人员在打扫时偷偷收集了刘湘的骨殖，埋藏于园内。
1972年，重新隶属市文化局。1974年，南郊公园与武侯祠各自成立管理机构，统一售票，收入平分。1973年，将刘湘墓台前的石狮移至旌忠门前，并在墓台上建展览室。1974-1976年，征地11.08亩，并扩建人工湖。1984年，改为单独售票。1978年中共十一届三中全会召开后，刘湘得到正面评价，刘湘墓也开始得到保护。1985年，在抗日战争胜利40周年之际，重修刘湘墓，寻回骨殖，盒装后埋于水泥塔中（水泥塔建于原坟台上），并在塔前立墓碑。1986年，公园建成设施丰富的儿童乐园。1989年，再次交由成都市园林局管理，同年维修东、西厢房，扩建人工湖，改建茶社，至此公园总面积达7.93公顷。
1999年，为支持武侯祠扩建，与其重画边界。2003年12月，中共成都市委、市人民政府决定将南郊公园并入武侯祠博物馆，此后牌坊门及荐馨殿挂上了“成都武侯祠”的牌子，对历史原貌造成了一定的破坏。

## 建筑
刘湘墓园坐北朝南，占地130亩，布局仿中山陵，中轴线长400余米，目前自南向北依次为牌坊门、旌忠门、碑亭、荐馨堂、墓冢，荐馨堂前有东西配殿。
- 神道碑：原位于大门外约80米处，为漢白玉石碑，篆书“故陆军上将刘讳湘神道铭”，龔澤博書，1965年被农民捣毁。[3][4]
- 牌坊门：即墓园大门，四柱三门，面阔18米，通高10米。4个柱基宽1米、高2米，其上为4根方形石柱，柱顶为圆形，有浮雕。正中两石柱略高。石柱与石梁采用穿斗结构。最初挂“刘故上将墓园”匾，建立南郊公园后曾挂有“南郊公园”匾。[13][4]
- 旌忠门：又称纪功坊，俗称三洞门，与大门相距400米，面阔18米，进深5米，通高10米，建筑面积114平方米。正面开3个拱形门洞，中央门洞高约5米，宽3约米多，两侧门洞稍小，两侧面又各开有一门洞贯穿东西。正中屋顶为单檐悬山式，两侧为歇山式。门前的两座石狮原位于坟台之上，1973年移至此处。旌忠门正面原有国民政府主席林森所题“永念忠勋”匾，背面原有蒋介石所题“飒爽犹存”匾。[4][13][14]
- 碑亭：原有两座，一为方形，内立《国葬令》碑，一为多边形，内立《褒扬令》碑。两碑由时任国民政府主席林森颁发，余兴公和刘东父书。《褒扬令》碑亭在“文革”中被拆除，今仅存《国葬令》碑亭，且碑已不存。[3]《国葬令》碑亭平面呈四方形，宽8米，四面开门，重檐四角攒尖顶。[4]
- 纪念铜像：位于碑亭后，今已不存。为刘湘立姿铜像，因身体比例不当，后由刘旧部郭文钦捐资，雕塑家刘开渠重塑，1947年1月完成。[4]
- 荐馨殿：或称荐馨堂，为墓园中最大建筑，用于祭奠，内原有刘湘画像及各式纪念物。五开间，面阔30米，进深19米，通高20.9米。[13][4]
- 东西配殿：五开间，面阔24.1米，进深10.8米，高8.2米。[15]
- 墓冢：位于荐馨殿后，平台高1.5米，宽45米、深18米。1985年立墓碑，通高3米，左款楷书“抗日战争时期第七战区司令长官陆军一级上将”，正中隶书“刘湘之墓”，右款楷书“公元一九八五年立”。平台前端东侧有小门可进入墓室。[4][13]

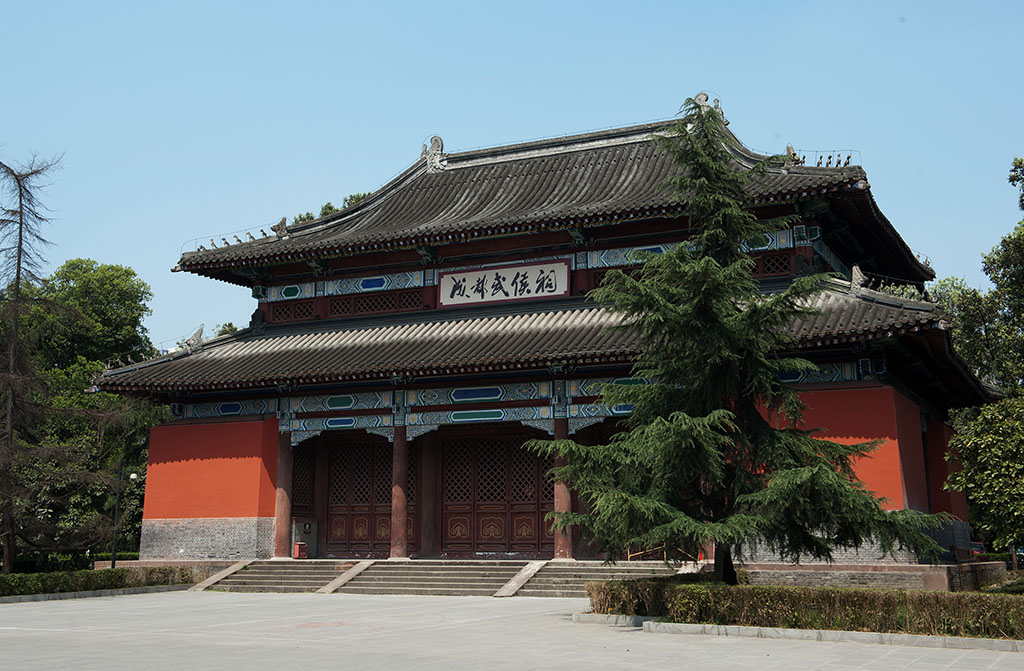
荐馨殿（匾额为“成都武侯祠”，摄于2012年）
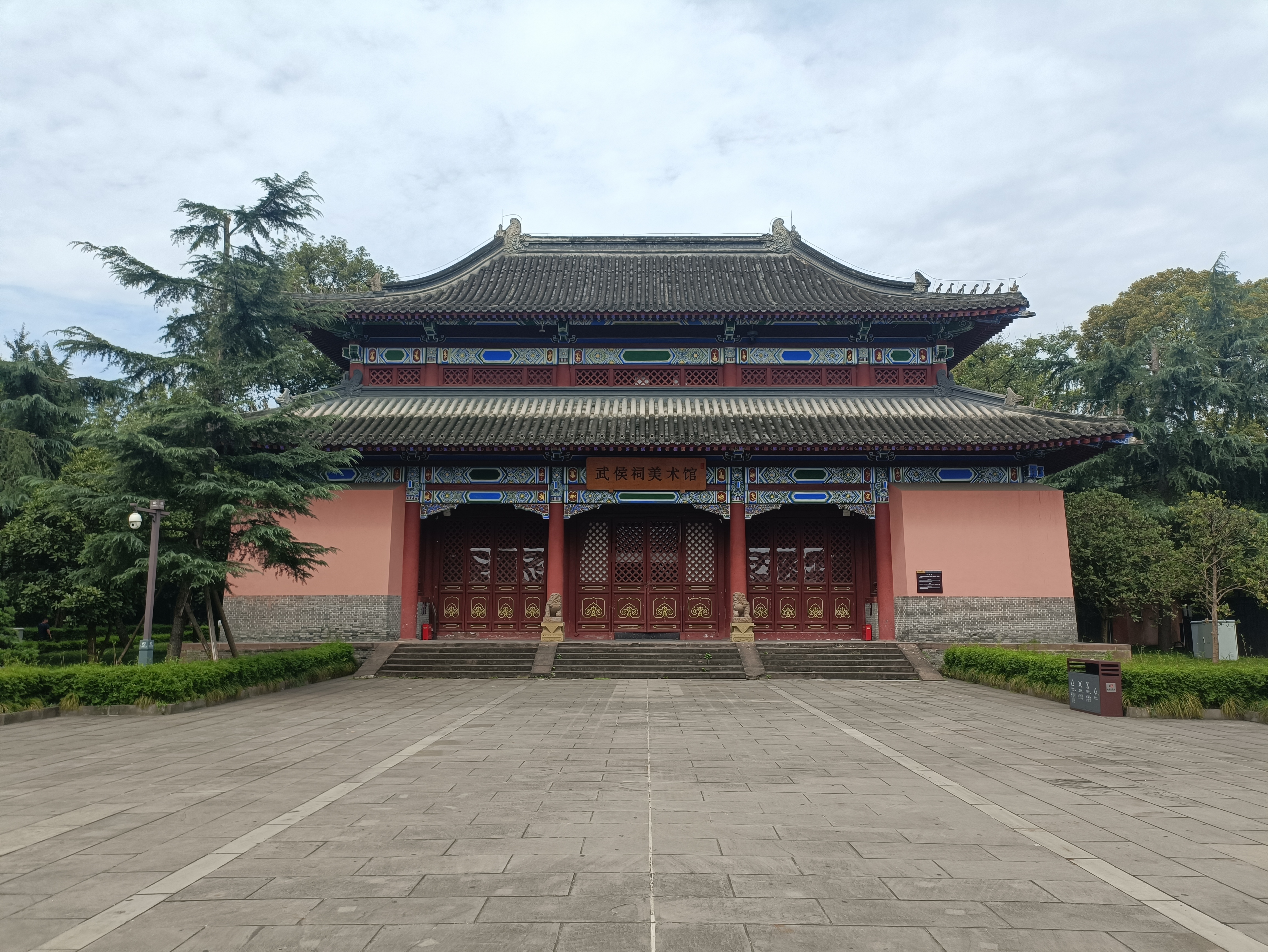
荐馨殿（匾额为“武侯祠美术馆”，摄于2023年）
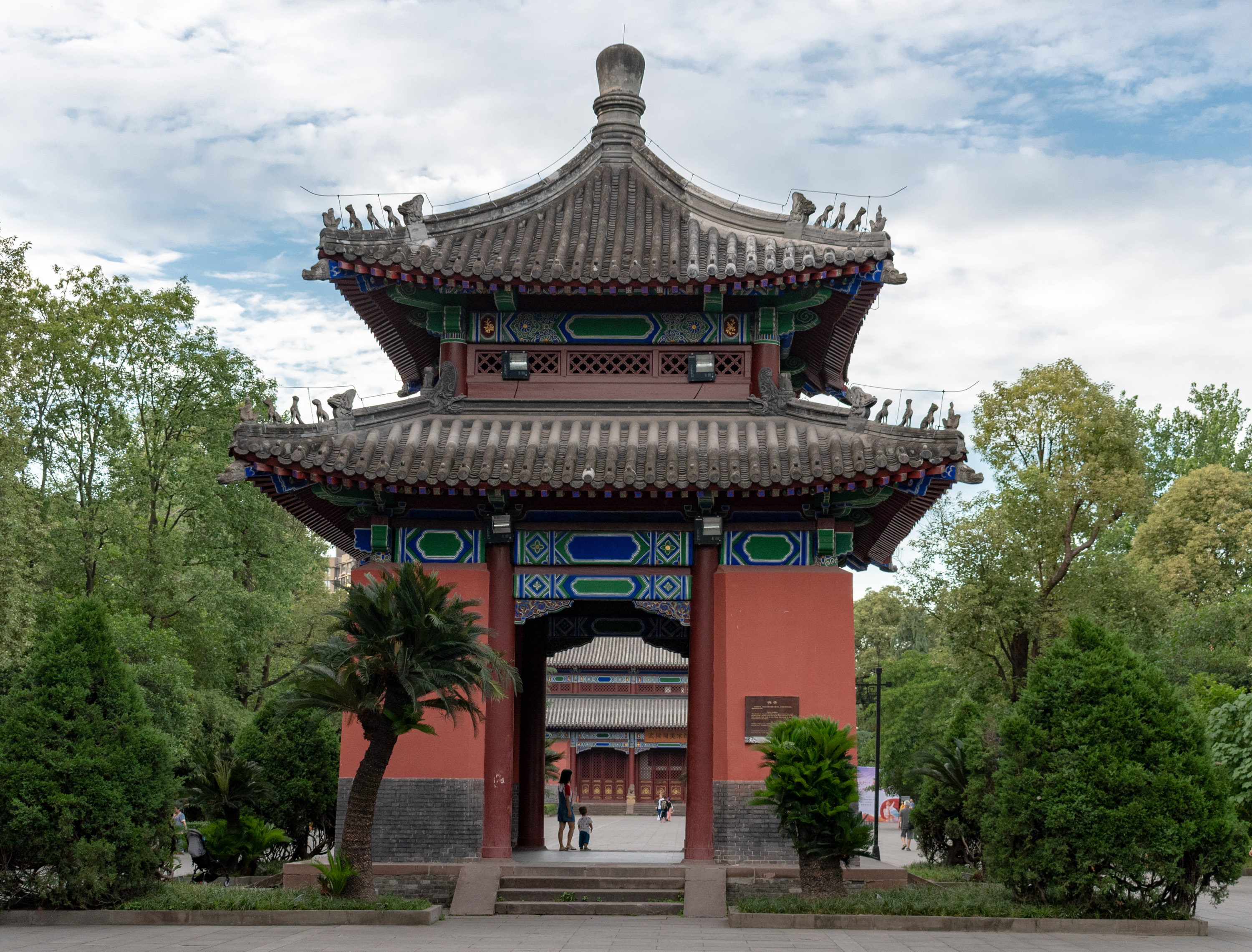
碑亭
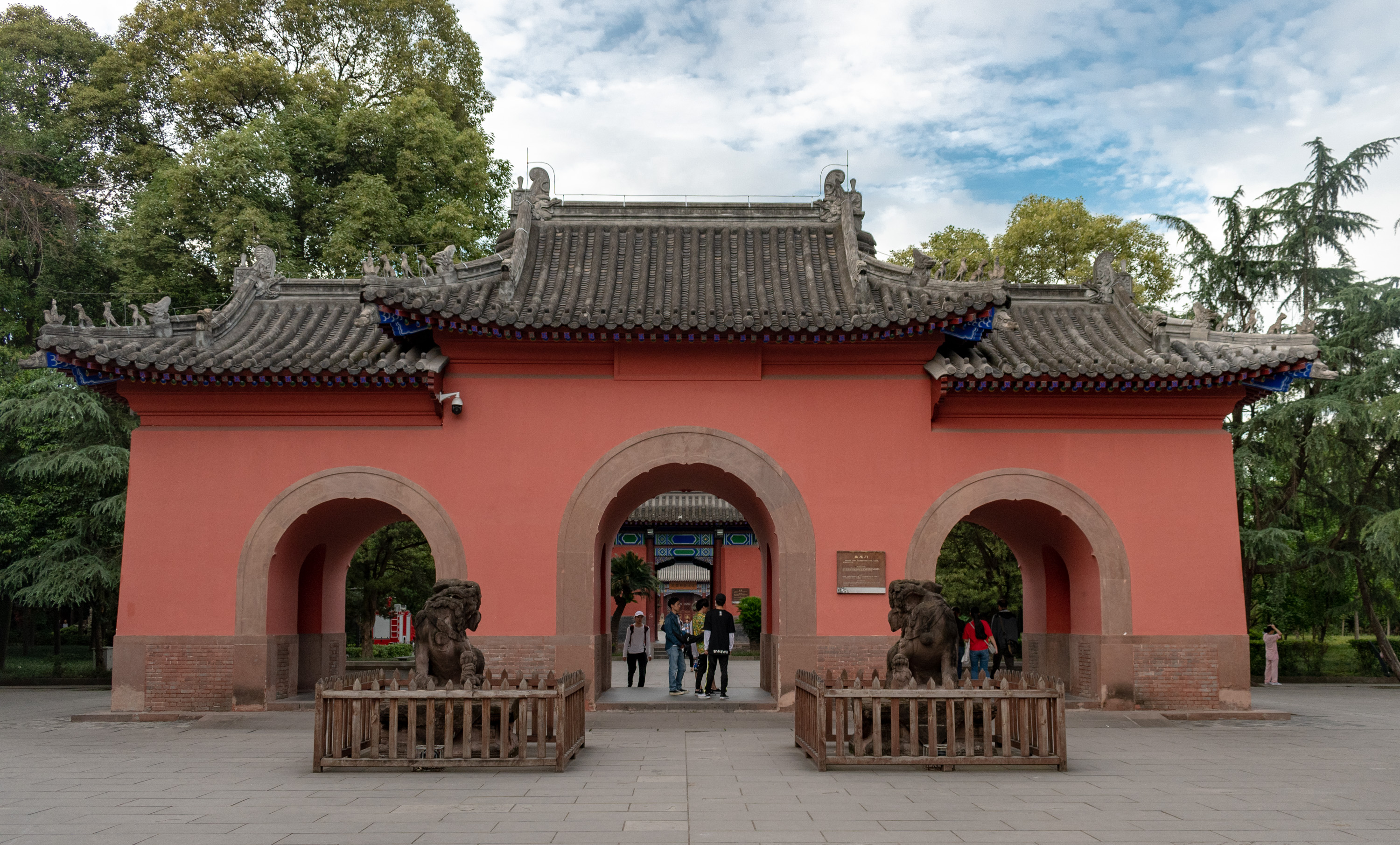
旌忠门
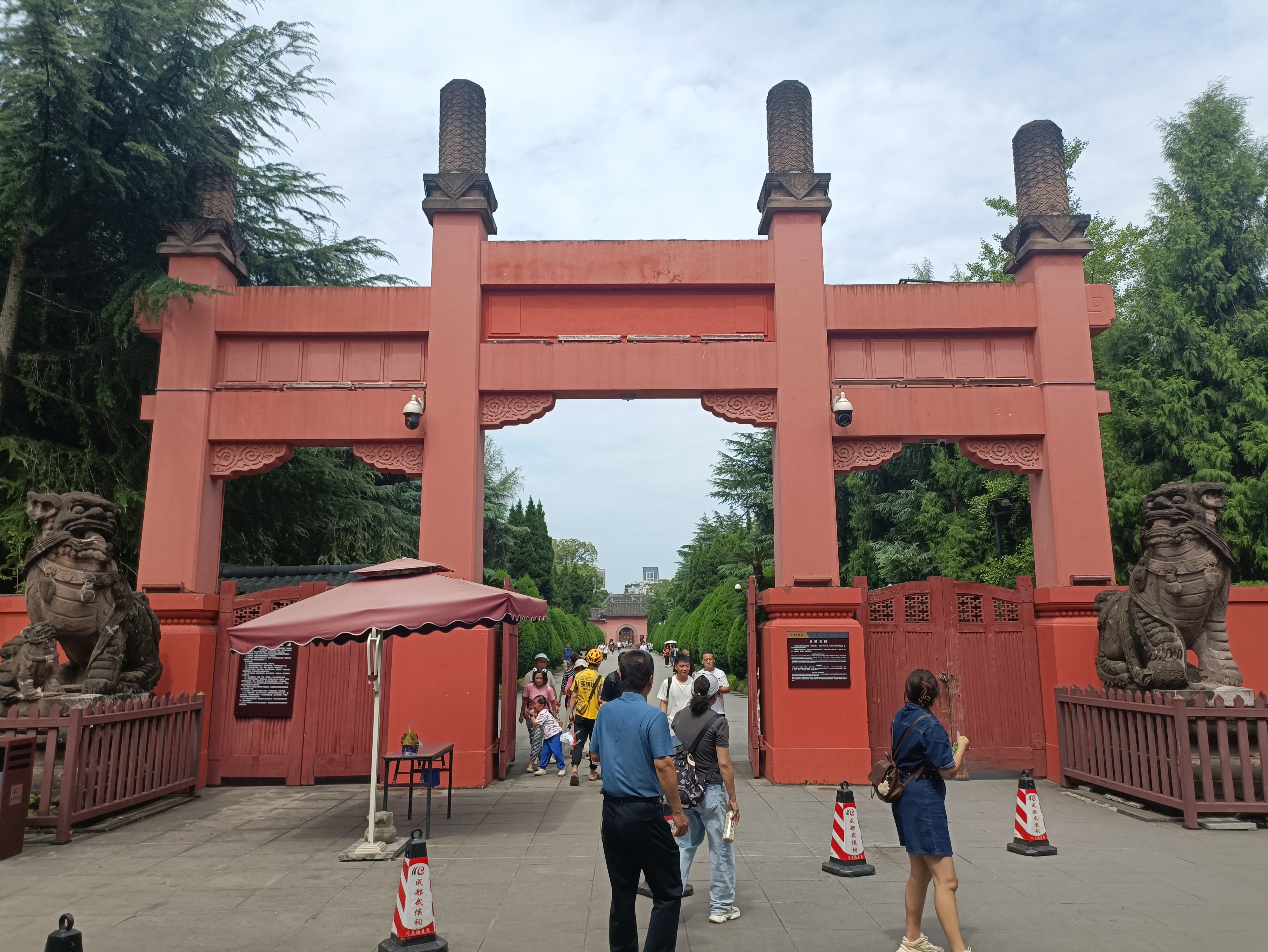
牌坊门
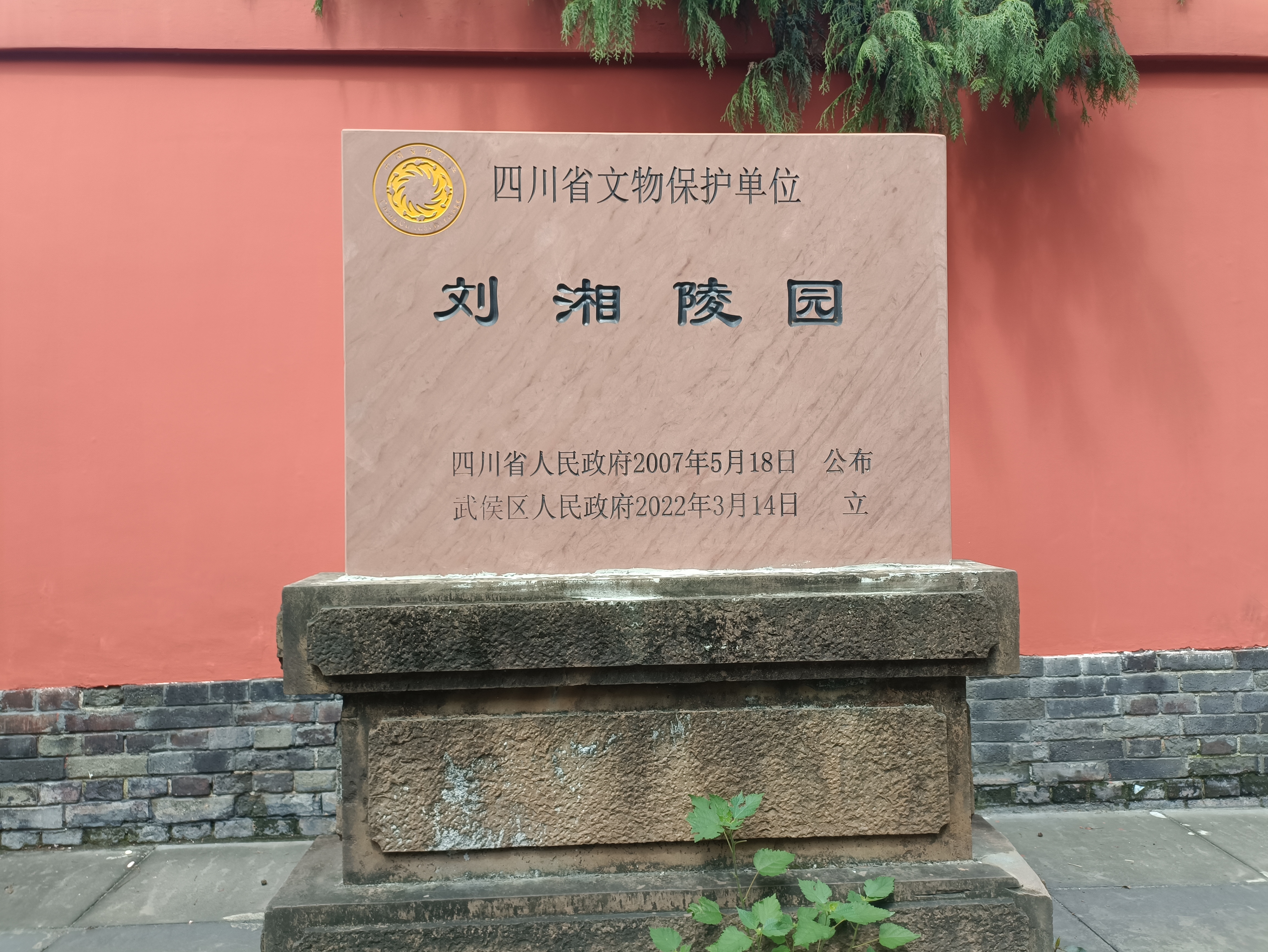
省级文保碑
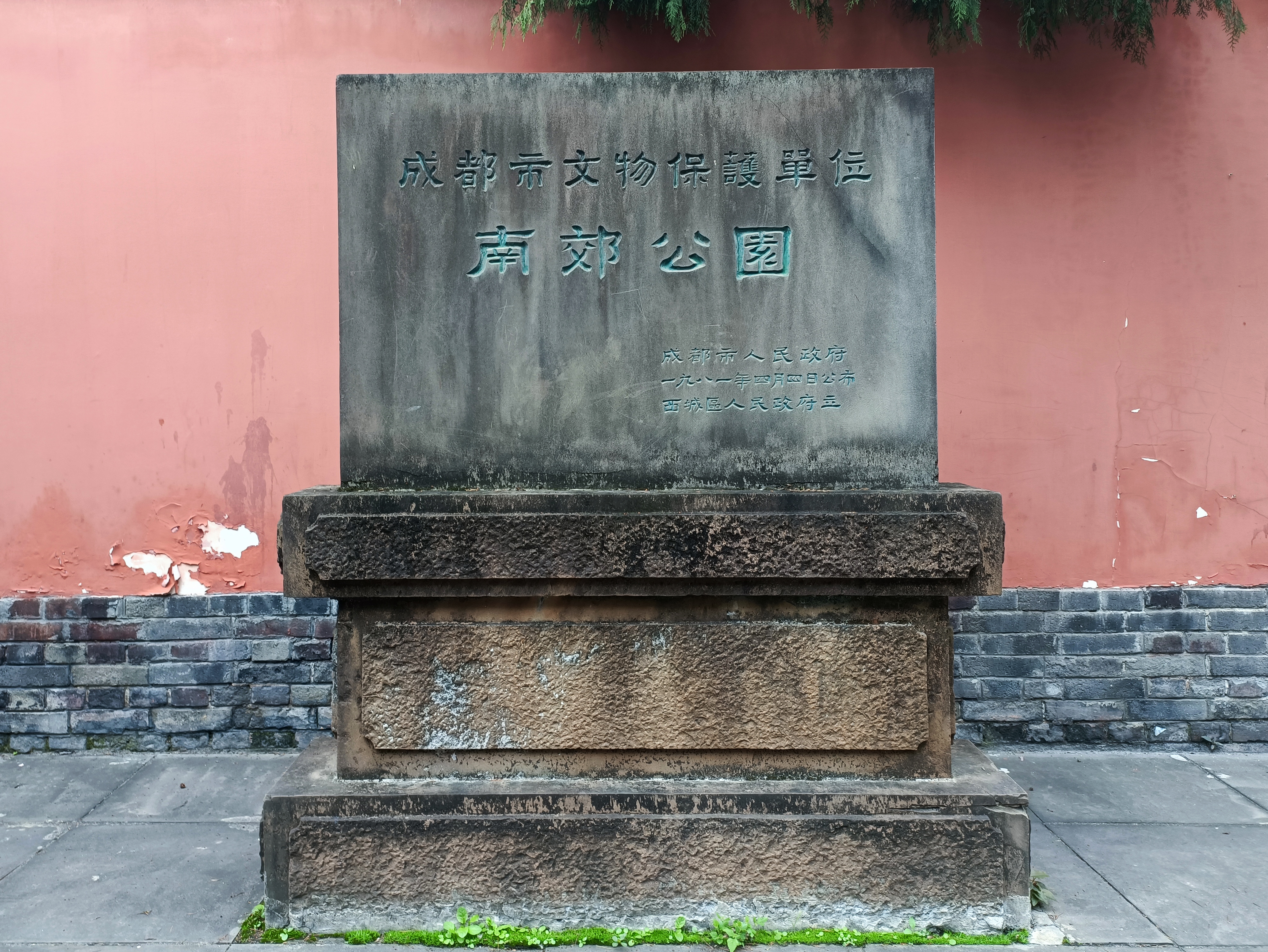
市级文保碑，名称为“南郊公园”，已于2023年拆除，更换为省级文保碑